# Хильхенбах
Хильхенбах (нем. Hilchenbach) — город в Германии, в земле Северный Рейн-Вестфалия.
Подчинён административному округу Арнсберг. Входит в состав района Зиген-Виттгенштайн.  Население составляет 15 520 человек (на 31 декабря 2010 года). Занимает площадь 80,88 км². Официальный код  —  05 9 70 020.
Город подразделяется на 12 городских районов.
| Год  | Население |
| ---- | --------- |
| 1995 | 16 588    |
| 2000 | 16 613    |
| 2005 | 16 467    |
| 2010 | 15 727    |

## Фотографии

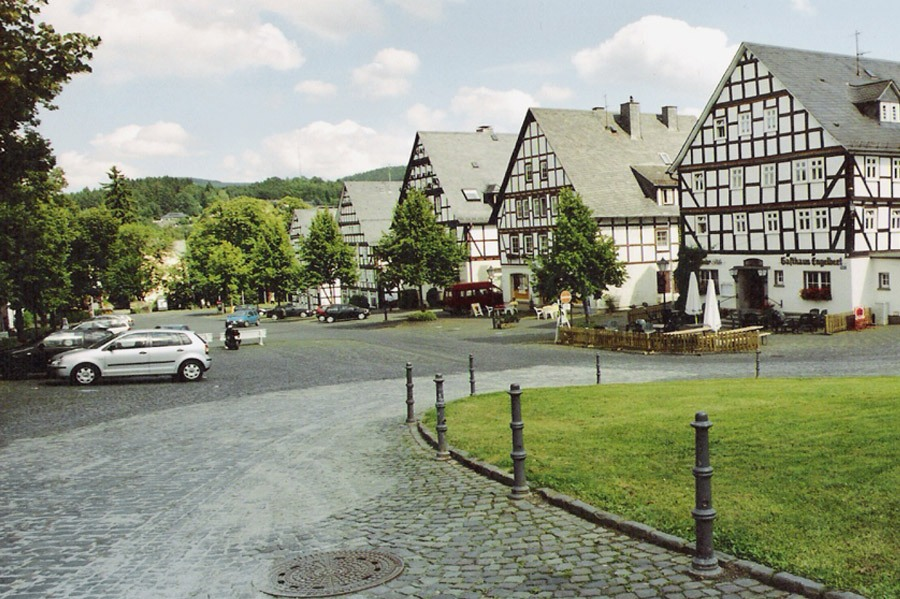
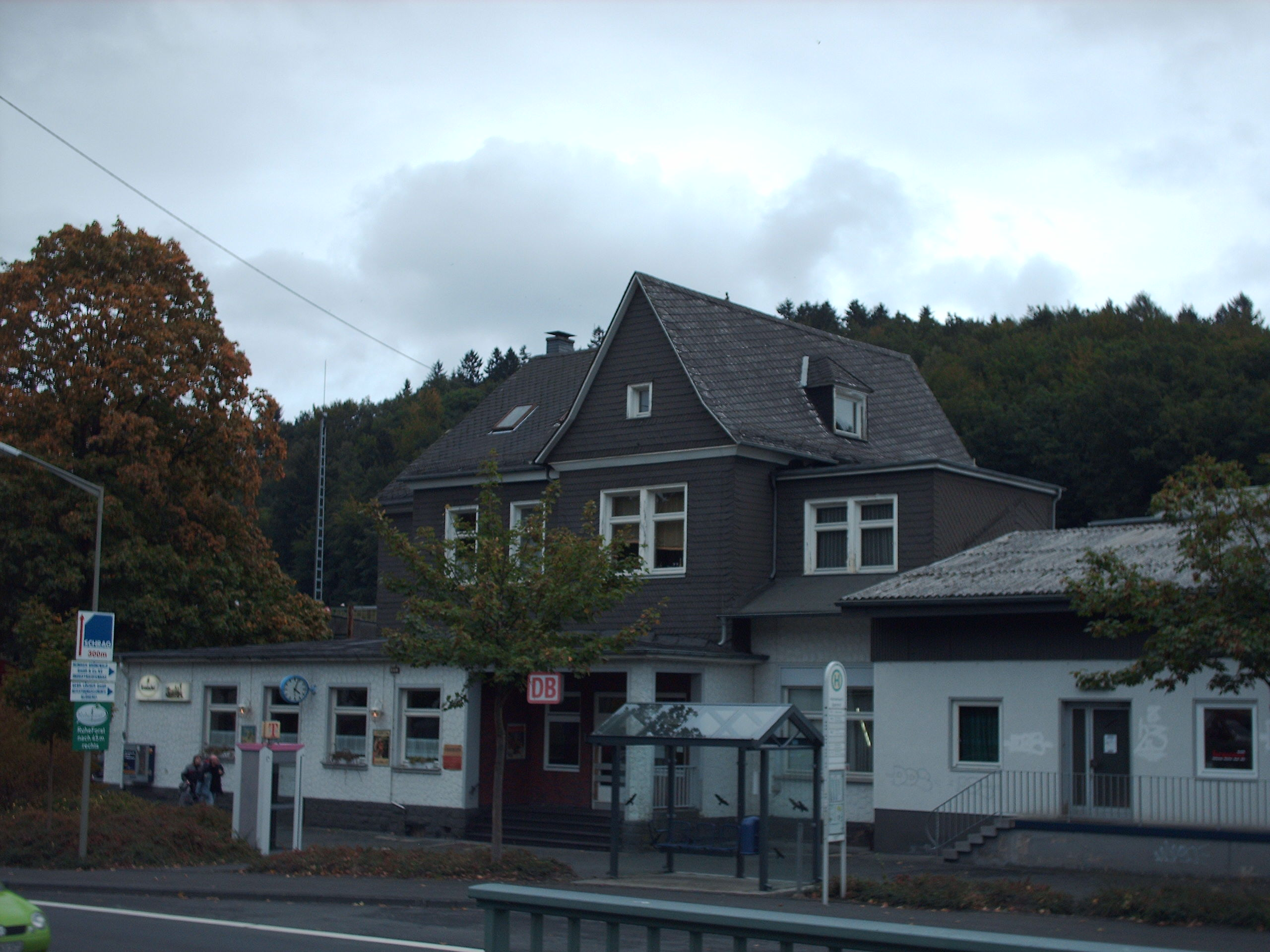
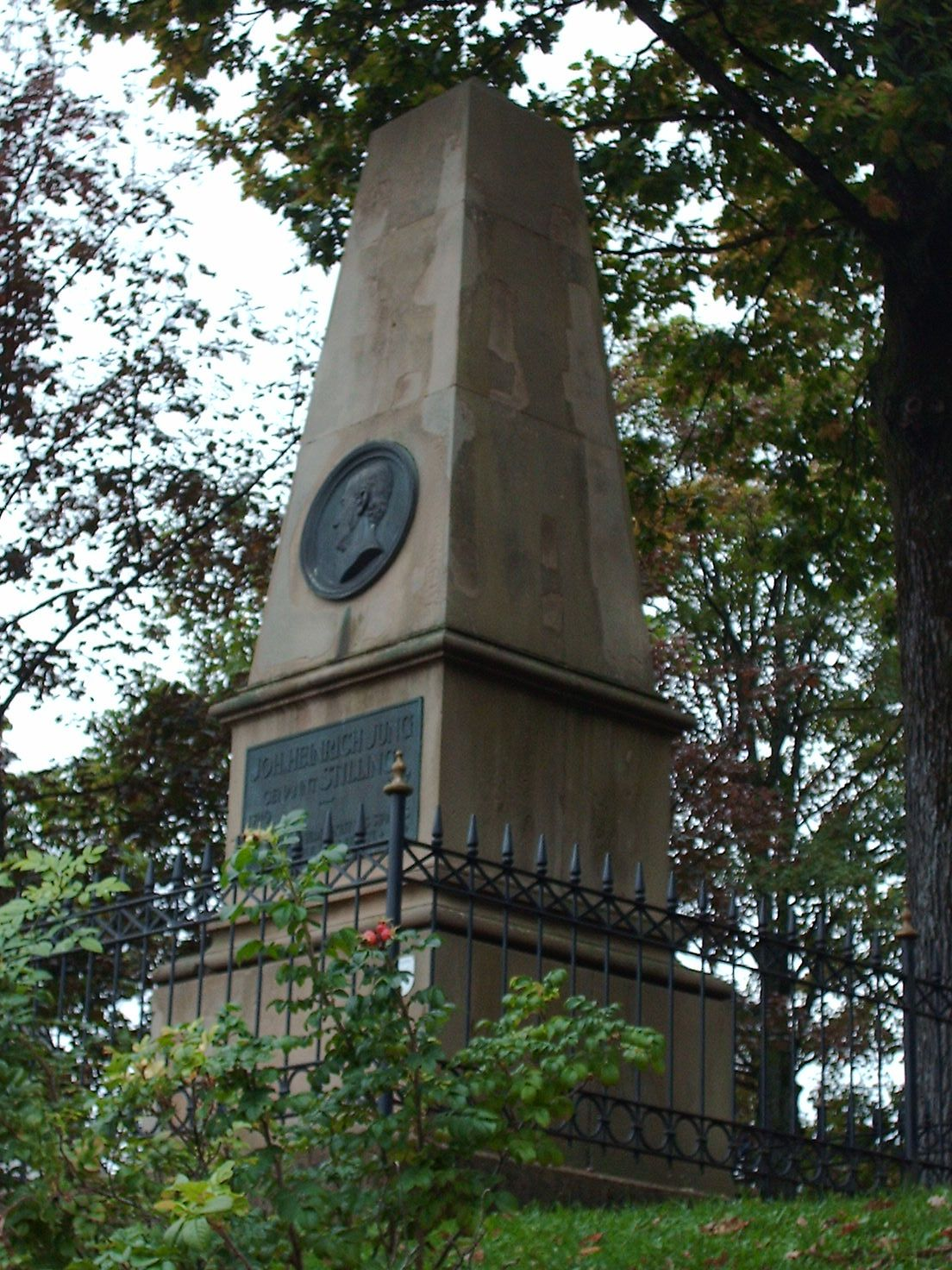